# Lustro
Un lustro è un periodo di tempo equivalente a cinque anni. In un lustro pertanto possono esserci tra 1 825 e 1 827 giorni, a seconda del numero di anni bisestili presenti nel quinquennio considerato.

## Etimologia
L'etimologia del termine viene dal sostantivo latino lustrum (a sua volta legato al verbo luere, aspergere), altra denominazione del rito di purificazione della lustratio. Tale rito era officiato in particolare ogni cinque anni dai censori quinquennali, al termine del censimento di cui erano incaricati. Il termine passò quindi a indicare l'intervallo di tempo tra un lustrum e l'altro e quindi ogni intervallo di cinque anni.

## Utilizzo
È stato da prestissimo in voga nella letteratura, prima latina, e poi italiana di indicare la propria età in lustri. Si veda ad esempio Leopardi (Appressamento della morte, I, vv. 115-117) "Non ti dolga di tua poca dimora /in questa piaggia trista, e non ti caglia / ch'ancor del quarto lustro non se' fora" (ovvero che ancora non aveva venti anni). Quindi quando si legge, ad esempio in Landino (Xandra, I, 2, v.17) "Ternis addideram lustris vix quatuor annos" andrà inteso come: tre lustri + gli anni esplicati (5 x 3 = 15 + 4 = 19 anni).